# Abdelkader Aamara
Abdelkader Aamara (tiếng Ả Rập: عبد القادر ٱعمارة - sinh ngày 28 tháng 1 năm 1962, tại Bouarfa) là một chính trị gia của Đảng Công lý và Phát triển Maroc. Từ ngày 3 tháng 1 năm 2012, ông giữ chức vụ Bộ trưởng Bộ Công nghiệp, thương mại và công nghệ trong nội các của Abdelilah Benkirane.